# 816
Évszázadok: 8. század – 9. század – 10. század
Évtizedek: 760-as évek – 770-es évek – 780-as évek – 790-es évek – 800-as évek – 810-es évek – 820-as évek – 830-as évek – 840-es évek – 850-es évek – 860-as évek
Évek: 811 – 812 – 813 – 814 –  815 – 816 – 817 – 818 – 819 – 820 – 821

## Események

### Európa
- Meghal III. Leó pápa. Utódjául IV. Istvánt választják.[1]
- IV. István és Bernard itáliai király Reimsbe utazik, ahol októberben a pápa megkoronázza Jámbor Lajos császárt és feleségét, Ermengardét (ezzel hagyományt teremtenek, a francia uralkodók többségét ezentúl Reimsben koronázzák).
- Jámbor Lajos zsinatot hív össze Aachenben a frank kolostorok megreformálására.
- A szorbok fellázadnak a frank uralom ellen, de felkelésüket hamarosan leverik.
- I. al-Hakam córdobai emír sereget küld a frankokkal szövetkező pamplonai baszkok ellen. A baszkok Asztúriától kérnek segítséget, de a pancorbói csatában súlyos vereséget szenvednek, Pamplona ura, Velasco is elesik. Az arabok is nagy veszteségeket szenvednek és ezt követően visszavonulnak.
- Jámbor Lajos leváltja I. Seguin vaszkóniai herceget ("határtalan arroganciája és bűnös életmódja" miatt). A baszkok erre fellázadnak a frank uralom ellen.
- A walesi Gwynedd királyát, Cynan Dindaethwyt elűzi riválisa (valószínűleg fivére), Hywel ap Caradog.
- Vikingek fosztják ki az írországi Munsterben Inish Cathaigh kolostorát.

### Abbászida Kalifátus
- Azerbajdzsánban a perzsa Bábak Horramdín felkelést indít az arab Abbászidák uralma ellen.

## Születések
- Formosus, római pápa
- Hendzsó, japán költő

## Halálozások
- június 12. – III. Leó, római pápa[1]
- Fátima al-Maszúma, síita szent
- Li Ho, kínai költő

## Fordítás
- Ez a szócikk részben vagy egészben  a(z)   816 című angol Wikipédia-szócikk ezen változatának fordításán alapul.  Az eredeti cikk szerkesztőit annak laptörténete sorolja fel. Ez a jelzés csupán a megfogalmazás eredetét és a szerzői jogokat jelzi, nem szolgál a cikkben szereplő információk forrásmegjelöléseként.